# Österreichische Handballmeisterschaft 2003/04
Die 43. Saison der Österreichischen Handballmeisterschaft begann im August 2003 und endete im Mai 2004. Der amtierende Meister der Saison 2002/03 Alpla HC Hard, konnte seinen Titel nicht verteidigen.

## Handball Liga Austria
In der höchsten Spielklasse, der HLA, sind zehn Teams vertreten.
Die Meisterschaft wurde in mehrere Phasen gegliedert. In der Hauptrunde spielten alle Teams eine einfache Hin- und Rückrunde gegen jeden Gegner. Danach wurde die Liga in zwei Gruppen geteilt.
Die ersten acht Teams spielten in einer weiteren Hin- und Rückrunde um den Einzug ins HLA-Finale, während die letzten zwei Teams gegen die besten vier Mannschaften der zweithöchsten Spielklasse um den Klassenerhalt kämpfen mussten.

### Grunddurchgang HLA
|     | Verein                          | R  | S  | U | N  | Tore    | Diff. | Punkte |
| --- | ------------------------------- | -- | -- | - | -- | ------- | ----- | ------ |
| 1.  | A1 Bregenz                      | 18 | 13 | 3 | 2  | 507:450 | +57   | 29     |
| 2.  | Alpla HC Hard (M)               | 18 | 11 | 3 | 4  | 479:430 | +49   | 25     |
| 3.  | Wolfhose West Wien              | 18 | 10 | 0 | 8  | 465:449 | +16   | 20     |
| 4.  | HC Linz AG                      | 18 | 10 | 0 | 8  | 470:461 | +9    | 20     |
| 5.  | HC Telekom Wien WAT Margareten  | 18 | 8  | 3 | 7  | 500:494 | +6    | 19     |
| 6.  | UHC Goldmann Druck Tulln        | 18 | 7  | 3 | 8  | 471:471 | 0     | 17     |
| 7.  | HIT medicent Innsbruck          | 18 | 8  | 1 | 9  | 512:509 | +3    | 17     |
| 8.  | UHK Krems                       | 18 | 8  | 1 | 9  | 507:490 | +17   | 17     |
| 9.  | HSG Raiffeisen Bärnbach/Köflach | 18 | 6  | 0 | 12 | 439:497 | −58   | 12     |
| 10. | UHC Gänserndorf                 | 18 | 2  | 0 | 16 | 417:516 | −99   | 4      |

| Legende | Legende                    |
| ------- | -------------------------- |
|         | Meister-Playoff            |
|         | Abstiegs-Playoff           |
| (M)     | Meister der letzten Saison |

### Meister-Playoff
|    | Verein                         | R  | S  | U | N  | Tore    | Diff. | Punkte |
| -- | ------------------------------ | -- | -- | - | -- | ------- | ----- | ------ |
| 1. | A1 Bregenz                     | 14 | 12 | 0 | 2  | 400:343 | +57   | 31     |
| 2. | Wolfhose West Wien             | 14 | 8  | 0 | 6  | 367:375 | −8    | 21     |
| 3. | Alpla HC Hard (M)              | 14 | 7  | 0 | 7  | 372:352 | +20   | 20     |
| 4. | UHK Krems                      | 14 | 10 | 0 | 4  | 371:340 | +31   | 20     |
| 5. | HC Linz AG                     | 14 | 5  | 1 | 8  | 331:342 | −11   | 15     |
| 6. | HC Telekom Wien WAT Margareten | 14 | 4  | 0 | 10 | 373:394 | −21   | 11     |
| 7. | HIT medicent Innsbruck         | 14 | 5  | 0 | 9  | 382:408 | −26   | 11     |
| 8. | UHC Goldmann Druck Tulln       | 14 | 4  | 1 | 9  | 341:383 | −42   | 11     |

### HLA-Finale (Best of three)
| Verein             | Tore  | Verein             |  |
| ------------------ | ----- | ------------------ |  |
| A1 Bregenz         | 36:21 | Wolfhose West Wien |  |
| Wolfhose West Wien | 22:25 | A1 Bregenz         |  |

### HLA-Endstand
| Legende | Legende                    |
| ------- | -------------------------- |
|         | EHF Champions League       |
| (M)     | Meister der letzten Saison |